# Gebhard Christian Bastineller

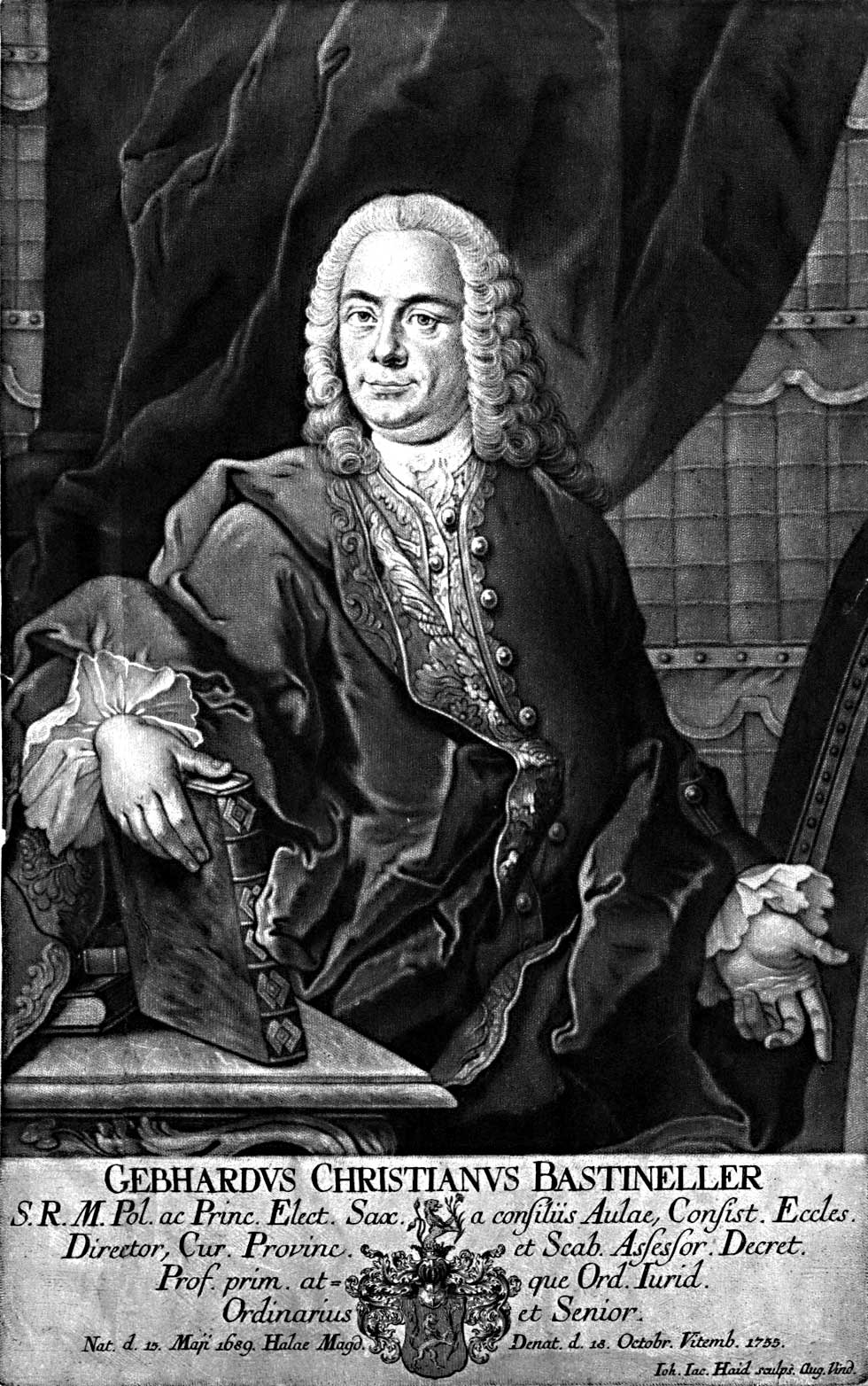
Gebhard Christian Bastineller

Gebhard Christian Bastineller (* 15. Mai 1689 in Halle (Saale); † 19. Oktober 1755 in Wittenberg) war ein deutscher Rechtswissenschaftler.

## Leben
Bastineller wurde als Sohn des Hallenser Oberbürgermeisters und Pfänners Andreas Bastineller und seiner Frau Barbara Dorothea, der Tochter des Doktors und sachsen-weißenfelsischen Vizekanzlers und Inspektors des Gymnasiums in Weißenfels Adam Samuel Freystein, geboren und besuchte das Hallenser Gymnasium. Im Anschluss immatrikulierte er sich 1704 an der Universität Halle. 1708 begab er sich auf eine Studienreise durch Deutschland und besucht die Universitäten in Wien, war in Regensburg und Wetzlar.
Zurückgekehrt, konzentrierte er sich auf die Rechtswissenschaften und wurde nach einigen Veröffentlichungen Hofmeister bei einigen Adligen und dann Notar im Bistum Merseburg. 1711 promovierte er unter dem Vorsitz von Samuel Stryk zum Doktor der Rechtswissenschaften in Halle und las an der dortigen Universität. Daraufhin wird er 1714 als ordentlicher Professor an die Juristenfakultät der Universität Wittenberg berufen, womit er Assessor am Hofgericht in Wittenberg wurde. Hier stieg er durch die Abgänge an der Universität auf, wurde 1722 zum Hofrat des Königs von Polen, erlangte 1726 die Professur des Kodex, war 1729 Senior der juristischen Fakultät. Er war in den Sommersemestern 1727, 1737, 1745 und 1751 Rektor der Universität Leucorea. Am 22. Oktober wurde er in der Schlosskirche Wittenberg beigesetzt. Bastineller besaß den Vorgängerbau des heutigen Hauses Bürgermeistraße 16 in Wittenberg als Wohnhaus, das bei der Bombardierung 1760 zerstört wurde.

## Familie
Bastineller heiratete am 15. Februar 1720 in Stollberg/Erzgebirge Christiane Louise Nester (* 16. Februar, ~ 19. Februar 1703 in Stollberg;), Tochter des königlich polnischen und. kurfürstliche sächsischen Amtmanns in Stolberg, Acciseinspektors in Geyer, Grünhain und Rehrenfriedersdorf, sowie Erbherr auf Hoheneck/Sachsen Gottlieb Friedrich Nester., Aus der Ehe gingen Kinder hervor. Von diesen kennt man
1. Tochter Christiana Friderica Bastineller (* 28. März 1723 in Wittenberg; † 9. Juni 1723 ebd.)
2. Tochter Carolina Louisa Bastineller (* 3. August 1724 in Wittenberg; † 8. Oktober 1727 ebd.)
3. Sohn Gebhard Friedrich Bastineller (* 29. August 1727, □ 7. November 1784 in Magdeburg) ⚭ 31. Mai 1752 in Berlin (Sophienkirche) mit Louisa Charlotte Christiane von Eckhardt, Tochter des königlichen Reisestallmeisters Christian Eberhard von Eckhardt
4. Sohn Karl Gottlob Bastineller (* 25. Januar 1730 in Wittenberg), königlich preußischer Kriegs- und Steuerrat, ⚭ 24. August 1760 in Himmelfort mit Friederike Amalie ALBINUS (* 5. August 1744 in Himmelfort), Tochter des Paul Gotthold Albinus und Magdalena Sydonia Brewitz
5. Sohn Heinrich Ludwig Bastineller (* 24. August 1731 in Wittenberg),  Dr. jur., kurfürstlich sächsischer u. Stift Naumburgischer Hof- und Regierungsrat, Konsistorialrat und Kanoniker in Zeitz
6. Sohn Christian Adolph Bastineller (* 16. November 1733 in Wittenberg; † 1. September 1749 ebd.)
7. Tochter Wilhelmine Caroline Bastineller (* 14. Juni 1736 in Wittenberg; † 1 Mär 1798 in Schweinitz/Elster) ⚭ 5. Mai 1753 in Wittenberg kurfürstlich sächsischen Justizrat Georg Gottfried Eckhardt (* 1. März, ~ 7. März 1730 in Schweinitz/Elster; † 4. Juni 1786 ebd.)

Zu seinen Geschwistern gehörte unter anderem der Geheime Kriegs- und Domänenrat Carl Gottfried Bastineller.

## Werke
- Disp. Inaugur. De Prodomino Feudi directo. Gruner, Magdeburg 1711. (Digitalisat)
- Dissertatio Iuridica De Contractu Emphyteuticario. Henckel, Halle 1711. (Digitalisat)
- De quaestione: an filius juste exhaeredatus in computiatione legitimae inter libos connumerandus sit, nec ne?. Gruner, Halle 1712. (Digitalisat)
- Dissertatio Iuridica, De Usu Theoretico Et Practico Quaestionis; An Filius Iuste Exheredatus In Computatione Legitimae Inter Liberos Connumerandus Sit, Nec Ne?. Gruner, Halle 1712. (Digitalisat)
- Dissertatio Juridica, De Successione Viduae, Ex Lege Halensi. Lehmann, Halle 1714. (Digitalisat)
- Dissertatio iuridica de iure creditoris literarum cambii cum vel sine clausula hypothecae in concursu. Lehmann, Halle 1714. (Digitalisat)
- Dissertatio iuridica de dote virgini a marito vitiatae non praestanda. Wittenberg 1715. (Digitalisat)
- Exercitatio auspicatis de exheredatione, quatenus iure civili rite facta dicitur. Gerdes, Wittenberg 1716. (Digitalisat)
- Dissertatio inauguralis iuridica de successione anomala in feudis praesertim imperii. Gerdes, Wittenberg 1725. (Digitalisat)
- Dissertatio inauguralis de uxoris iactura dotis si maritum deserit malitiose. Schlomach, Wittenberg 1755. (Digitalisat)